# Toronto Alexithymia Scale
Die Toronto Alexithymia Scale (TAS) ist ein psychologischer Persönlichkeitstest zur Erfassung der Alexithymie (Unfähigkeit, emotionale Bedürfnisse wahrzunehmen und auszudrücken).

## Geschichte
Entwickelt wurde der Test von Bagby et al. (1994), nachdem bei anderen Verfahren zur Untersuchung von Alexithymie nur unzureichende Gütekriterien festgestellt werden konnten. In der originalen Version waren 26 Items in vier Skalen vorhanden. Aufgrund von methodischen Problemen wurde der Test weiterentwickelt, die neuen Versionen lauten TAS-23 und TAS-20, welche dann aus weniger Items und Skalen bestehen. Im Jahr 2001 erschien eine deutsche Version des Tests.

## Beschreibung
Die deutsche Version des TAS-26 besteht aus 18 Items in 3 Skalen. Folgendes wird in den entsprechenden Skalen gemessen:
- Skala 1: Schwierigkeiten bei der Identifikation von Gefühlen
- Skala 2: Schwierigkeiten bei der Beschreibung von Gefühlen
- Skala 3: extern orientierter Denkstil

Als Beispiele für die einzelnen Skalen lassen sich nennen:
- Skala 1: „Mir ist oft unklar, was ich gerade fühle.“ oder „Wenn ich aufgeregt bin, weiß ich nicht, ob ich traurig, ängstlich oder wütend bin.“
- Skala 2: „Es fällt mir leicht, meine Gefühle zu beschreiben.“ oder „Andere sagen, ich soll meine Gefühle mehr zeigen.“
- Skala 3: „Ich teile anderen Menschen gerne meinen Standpunkt zu Dingen mit.“ oder „Ich nutze sehr viel meine Vorstellungskraft.“

Die Antworten sollen auf einer 5-stufigen Ratingskala abgegeben werden (1=trifft gar nicht zu, 2=trifft eher nicht zu, 3=teils/teils, 4=trifft eher zu, 5=trifft völlig zu).

## Durchführung und Auswertung
Der Test kann als Einzeltestung oder als Gruppentest für Probanden ab 14 Jahren durchgeführt werden. Für die Dauer sind 5 Minuten vorgesehen. In jeder Skala werden die Einzelantworten addiert. Die Gesamtsumme wird durch die Summe der 3 Skalen gebildet. Pro Skala ist ein fehlender Wert zugelassen, welcher dann bei der Auswertung durch den jeweiligen Durchschnittswert der entsprechenden Skala ersetzt wird. Für die Feststellung der Alexithymie wird ein Cuttoff-Wert von 54 verwendet. Es wird keine Unterscheidung zwischen Alter und Geschlecht vorgenommen. Es ist eine Differenzierung bezüglich der Schulbildung möglich.

## Gütekriterien
Die Toronto Alexithymia Scale weist folgende Gütekriterien auf:
- Objektivität: gegeben aufgrund der schriftlichen, standardisierten Instruktion und der standardisierten Auswertung.
- Reliabilität: Die interne Konsistenz der Skalen 2 und 3 ist befriedigend, die der Skala 1 und der Gesamtskala gut. Insgesamt liegt die interne Konsistenz zwischen α=.67 und α=.84. Die Split-Half-Reliabilität liegt zwischen r.=.65 und r=.84.
- Validität: Die Korrelation mit dem „Leipziger Stimmungsfragebogen“ (Hinz, Hessel &Brähler 2003) zeigt deutliche Zusammenhänge (r=.31). Weitere Zusammenhänge wurden durch Korrelationen mit dem „Fragebogen zur Beurteilung des eigenen Körpers“ (Strauß & Richter-Appelt 1996) sowie dem Inventar zur Erfassung Interpersonaler Probleme (Horowitz, Strauß & Kordy 1994) gefunden (Zusammenhänge der Alexithymie mit dem niedrigen Einschätzen der körperlichen Attraktivität und des Selbstvertrauens sowie mit interpersonalen Problemen).
- Zumutbarkeit: Aufgrund der kurzen Dauer zeitlich eher unproblematisch. Ein Problem stellt eher die Verständlichkeit der Fragen durch doppelte Verneinung dar sowie die Tatsache, dass der Proband über etwas urteilen soll, dessen er sich gegebenenfalls nicht bewusst ist.